# Уффельман, Дирк
Дирк Уффельман (нем. Dirk Uffelmann; род. 1969, Кассель) — немецкий филолог.

## Персона
Сын Уве Уффельмана (1937—2008), известного немецкого специалиста по преподаванию истории.
Изучал русскую, чешскую, польскую и немецкую литературу в Тюбингенском, Венском, Варшавском и Констанцском университетах. После защиты магистерской диссертации (1997) в течение двух лет вёл научную работу в Бременском университете под руководством Клауса Штедтке, в 1999 г. защитил докторскую диссертацию в Констанце (консультант Игорь Смирнов). В 1999—2002 гг. работал на кафедре религиоведения Эрфуртского университета, затем снова в Бременском университете, где габилитировался в 2005 году. В 2006 г. преподавал русскую литературу в Эдинбургском университете, также выступал с лекциями и вёл научную работу в университетах Бохума, Потсдама, Мюнхена, Бергена. С 2009 г. заведующий кафедрой славянских литератур и культур в Университете Пассау.
Автор монографий «Русская культурософия. Логика и аксиология аргументации» (нем. Die russische Kulturosophie. Logik und Axiologie der Argumentation; 1999, на основе докторской диссертации) и «Униженный Христос. Метафоры и метонимии в русской и советской культуре и литературе» (нем. Der erniedrigte Christus – Metaphern und Metonymien in der russischen und sowjetischen Kultur und Literatur; 2010). Соредактор ряда научных сборников и антологий, в том числе изданных по-русски: «Немецкое философское литературоведение наших дней» (СПб.: Издательство Санкт-Петербургского университета, 2001; совместно с К. Шрамм), «Ускользающий контекст. Русская философия в постсоветских условиях» (М.: Ad Marginem, 2002; по материалам конференции 1998 года в Бременском университете, совместно с М. Рыклиным и К. Штедтке), «Там, внутри. Практики внутренней колонизации в культурной истории России» (М.: Новое литературное обозрение, 2012; совместно с И. Кукулиным и А. Эткиндом). Соредактор журнала Zeitschrift für slavische Philologie (с 2009 г.). В настоящее время работает над монографией о творчестве Владимира Сорокина, планируемой к изданию в 2018 году.